# Lublini háromszög
A lublini háromszög (litvánul: Liublino trikampis; lengyelül: Trójkąt Lubelski; ukránul: Люблінський трикутник, Liublinskyi trykutnyk) háromoldalú regionális szövetség a Litvánia, Lengyelország és Ukrajna közötti politikai, gazdasági, kulturális és társadalmi együttműködésről, amelynek célja Ukrajna Európai Unióba történő integrációjának támogatása.
A lublini háromszög országai kijelentették, hogy támogatják Ukrajna területi integritásának helyreállítását a nemzetközileg elismert határokon belül, és felszólítanak az ellene elkövetett orosz agresszió megszüntetésére. A lublini háromszög támogatja Ukrajna NATO-szintű partner státuszát, és kijelenti, hogy Ukrajnának a NATO-tagsági cselekvési terv megadása a következő szükséges lépés ebben az irányban.
A háromoldalú szövetség a három ország hagyományain és történelmi kapcsolatain alapszik. A vonatkozó közös nyilatkozatot a miniszterek 2020. július 28-án írták alá a lengyelországi Lublinban. Lublint azért  választották, hogy emlékeztessen a középkori lublini unióra, amely létrehozta a Lengyel–Litván Uniót, amely akkoriban Európa egyik legnagyobb állama volt.
A szervezet létrehozásának gondolata Adam Czartoryskié, amit Vjacseszlav Csornovil fogalmazott meg.

## Történet
Linas Linkevičius, Jacek Czaputowicz és Dmitro Kuleba litván, lengyel, illetve ukrán külügyminiszter 2020. július 28-án, Lublinban írta alá a szövetség letrehozásáról szóló közös nyilatkozatot.
2020. augusztus 1-jén Dmitro Kuleba, Ukrajna külügyminisztere meghívta Vladzimir Makejt, Fehéroroszország külügyminiszterét a második, kijevi találkozóra. A lengyelországi Karpaczban tartott gazdasági fórumon, 2020. szeptember 10-én a lengyel külügyminisztérium keleti osztályának igazgatója, Jan Hofmokl kijelentette, hogy a lublini háromszögnek valójában egy térségnek kell lennie Fehéroroszországgal. Elmondása szerint a kezdeti szakaszban Minszket érdekelte ez a politikai projekt, de később meggondolta magát.
2020. szeptember 17-én került sor az ukrán, lengyel és litván külügyminiszter által 2020 júliusában létrehozott lublini háromszög nemzeti koordinátorainak első videókonferencia-ülésére. E háromoldalú együttműködési mechanizmus koordinátorává Vaszil Bodnart (Ukrajna), Marcin Pszydachot (Lengyelország) és Dalus Cekuolist (Litvánia) nevezték ki. A felek megvitatták a lublini háromszög külügyminiszterei következő találkozójának előkészületeit, amelyre Kijevben kerül sor Dmitro Kuleba miniszter kezdeményezésére. A lublini háromszög egyik fő feladata Ukrajna, Lengyelország és Litvánia fellépéseinek összehangolása kell, hogy hatékonyan ellensúlyozza a közös biztonság kihívásait és fenyegetéseit, amelyek között kiemelt feladat az Oroszországból származó hibrid fenyegetések elleni fellépés.
2021. január 29-én, a lublini háromszög első online találkozóján Dmitro Kuleba ukrán külügyminiszter egy tájékoztatón kijelentette, hogy Ukrajna, Litvánia és Lengyelország támogatja Fehéroroszország csatlakozását a lublini háromszöghöz, de még nem jött el az ideje.
„Természetesen Fehéroroszország nélkül a lublini háromszög kissé hiányos. Végül azt szeretnénk, ha egy demokratikus Fehéroroszország csatlakozna, és a lublini háromszöget „lublini négyzetté” változtatná. De ennek még nem jött el az ideje. Ugyanakkor mindannyian megértjük, hogy a belarusz helyzet nemcsak az ország szomszédaival fenntartott kétoldalú kapcsolataira, hanem a régió egészének helyzetére is hatással van” – mondta Kuleba, összefoglalva a lublini háromszög álláspontját.
2021. február 28-án vált ismertté, hogy 2021 január végén Szvjatlana Cihanovszkaja, a 2020-as belorusz elnökválasztás elnökjelöltjének felesége először felvette a kapcsolatot Dmitro Kuleba ukrán külügyminiszterrel, ahol meghívott minket a lublini háromszög találkozójára, és várja meghívás offline megbeszélésre Kuleba úrral és a Verhovna Radával. Cihanovszkaja megjegyezte, hogy azt akarta, hogy a "lublini háromszög" legyen a "lublini négyes".

## Az együttműködés mechanizmusai
Litvánia, Lengyelország és Ukrajna ezen közös nyilatkozata szerint a felek külügyminisztereinek rendszeres üléseket kell tartaniuk, különösen a multilaterális tevékenységek területén, és kiválasztott partnerek részvételével. Emellett konzultációkat szerveznek országaik külügyminisztériumainak vezetése szintjén, és ezekben a minisztériumokban létrehozzák a lublini háromszögön belüli együttműködéssel foglalkozó képviselők pozícióit.
Az első videokonferencia-ülésen, 2020. szeptember 17-én a nemzeti koordinátorok meghatározták a lublini háromszög főbb tevékenységeit, és megállapodtak abban, hogy fenntartják a formátum fenntartható kölcsönhatását a különböző munkaszinten. A megbeszélés során megállapodtak a lublini háromszög alapelveiről, és felvázolták a közeljövőben megvalósuló együttműködési terveket. Az egyik fő feladat a három állam fellépésének összehangolása kell, hogy legyen a közös biztonságunkat fenyegető jelenlegi kihívások és fenyegetések hatékony kezelése érdekében. Az együttműködés kiemelt témái között szerepel az Oroszország hibrid fenyegetéseinek közös fellépése, különösen a félretájékoztatás elleni küzdelemben. Hangsúlyozták a szoros együttműködés fenntartásának fontosságát a nemzetközi szervezeteken belül.
„Nemcsak a közös értékek és érdekek egyesítenek minket, hanem az is, hogy közös felelősséggel tartozunk országaink és régiónk jövőjéért, amelyben élünk, és amely az elmúlt években a globális politika középpontjában állt” – Vaszil Bodnar mondott.
A miniszterhelyettesek megállapodtak abban is, hogy háromoldalú tematikus konzultációt indítanak a három ország külügyminisztériumainak osztályvezetői szintjén. A koordinátorok kiemelt figyelmet fordítottak Fehéroroszország és a régió néhány más országának helyzetére. Vaszil Bodnar köszönetet mondott a partnereknek az állam területi integritásának és szuverenitásának folyamatos támogatásáért és az orosz agresszió ellensúlyozásában nyújtott támogatásukért. Tájékoztatta kollégáit a "krími platform" fő céljairól, és felkérte Lengyelországot és Litvániát, hogy tevékenyen működjenek együtt a Krím-félsziget megszállásának megszüntetését célzó platform keretében.
2020. október 12-én Denisz Smihal, Ukrajna miniszterelnöke megjegyezte az újonnan létrehozott lublini háromszög fontosságát, és felkérte Andrzej Duda lengyel elnököt, hogy bővítse formátumát, nevezetesen hogy megvitassák a kormányfők találkozójának lehetőségét a lublini háromszög formátumú ukrajnai látogatása során.
2021. február 27-én Gabrielius Landsbergis litván külügyminiszter elmondta az Ukrán Szabadság Rádiónak, hogy az Ukrajnát, Litvániát és Lengyelországot összefogó lublini háromszög kezdeményezés közelebb hozza Ukrajnát az európai integrációhoz:
"Úgy gondolom, hogy ez a formátum nagyon hasznos. Biztos vagyok benne, hogy ez a formátum kibővíthető, nemcsak a politikáról beszélve. Beszélhetnénk a közös történelemről, a geopolitikáról, a közgazdaságtanról és sok minden másról is. Az ilyen kommunikáció lehetővé teszi az együttműködésünk bizonyos mértékű strukturálását ... Természetesen nagyon hasznos, és közelebb hozza Ukrajna európai integrációját” – mondta.
Úgy véli továbbá, hogy a "krími platform" kezdeményezés „rendkívül hasznos nemcsak a konkrét megoldások megtalálásában, hanem arra is, hogy emlékeztessen a Krím megszállásának problémájára”.

## Kezdeményezések

A LitPolUkrbrig jelvénye

### Parlamentközi Közgyűlés
Az ukrán Legfelsőbb Rada parlamentközi közgyűlését, a Lengyel Köztársaság Szeimjét és Szenátusát, valamint a Litván Köztársaság Seimasját 2005-ben hozták létre a három ország közötti parlamenti dimenzióban zajló párbeszéd megteremtésére. A közgyűlés alakuló ülésére 2008. június 16-án került sor Kijevben, Ukrajnában. A közgyűlésen belül vannak bizottságok Ukrajna európai és euroatlanti integrációjáról, humanitárius és kulturális együttműködésről.

### Közös csapat
A litván–lengyel–ukrán dandár egy közös katonai dandár képességeivel rendelkező többnemzetíségű egység, amelyet arra terveztek, hogy független katonai műveleteket hajtson végre a nemzetközi jognak megfelelően, vagy részt vegyen ezekben a műveletekben. A három ország különleges katonai egységeiből áll, amelyeket a 21. Podhalei Lövészdandár (Lengyelország), a 80. Légi Szállítású Deszant Dandár (Ukrajna) és Birutė Nagyfejedelemné Ulánus Zászlóalj (Litvánia) közül választottak ki.
A litván–lengyel–ukrán dandárt háromoldalú együttműködés keretében hozták létre a védelem területén 2014-ben. Nemzeti hozzájárulás biztosítása magas felkészültségű többnemzetíségű katonai alakulatokhoz (ENSZ tartalékmegállapodások, EU harci taktikai csoportok, NATO Reagálási Erők ), valamint az ENSZ, az EU, a NATO és más nemzetközi biztonsági szervezetek égisze alatt folytatott nemzetközi békefenntartó és biztonsági műveletekhez. – az ENSZ Biztonsági Tanácsának megbízatása alapján és a részt vevő országok parlamentjeinek jóváhagyása esetén.
2016 óta a LitPolUkrbrig fontos eleme a NATO erőfeszítéseinek a NATO-előírásoknak az ukrán fegyveres erőkben történő végrehajtása érdekében. A dandár fő tevékenységei közé tartozik az ukrán tisztek és katonai egységek kiképzése ezekre a normákra, az operatív feladatok megtervezése és lebonyolítása, valamint az operatív készültség fenntartása.

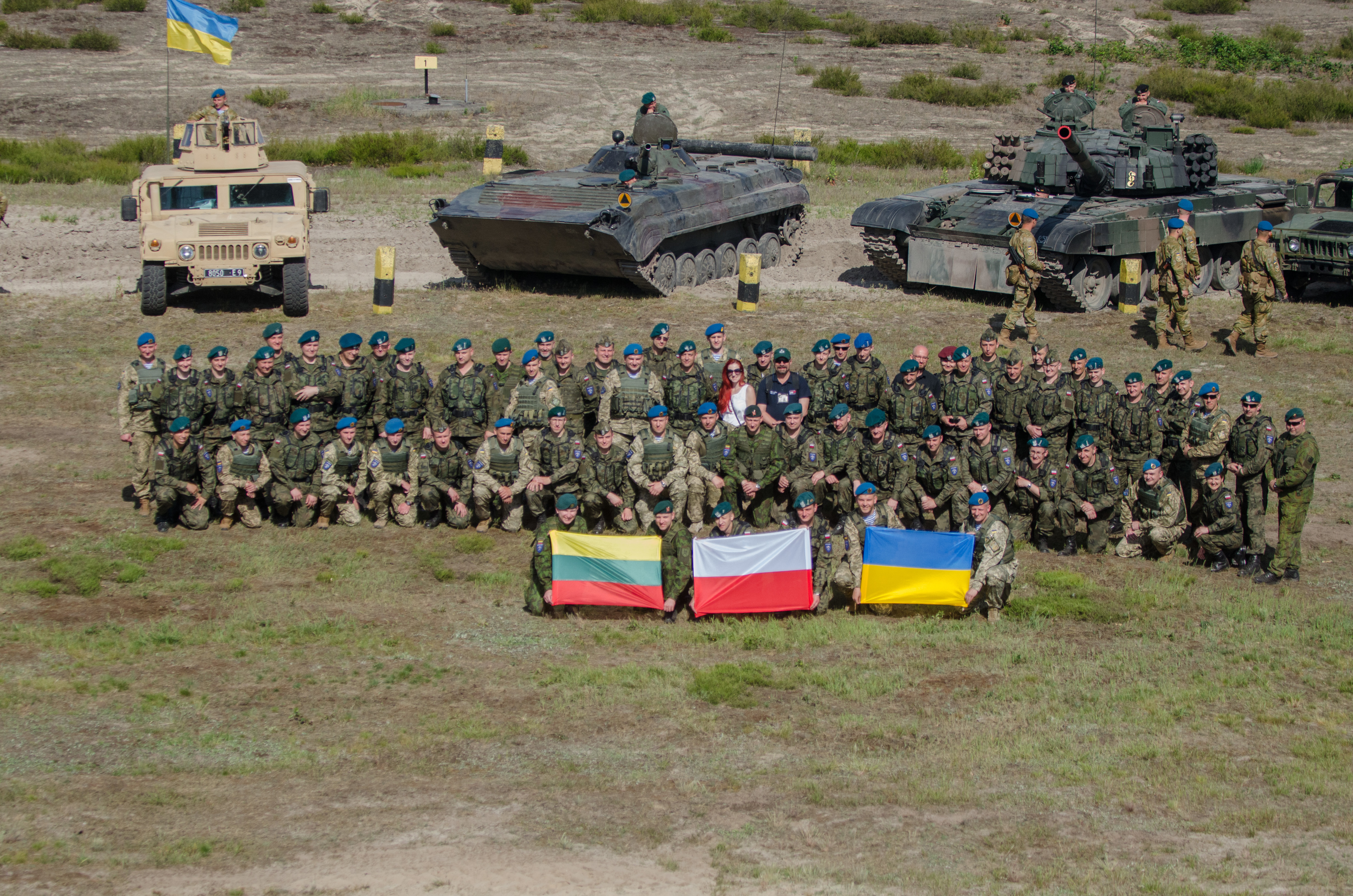
A litván–lengyel–ukrán dandár katonái az "Anaconda-2016" hadgyakorlat megnyitó ünnepségén, a lengyelországi Nowa Dęba-i gyakorlótéren, 2016. június